# Erie (Illinois)
Pour les articles homonymes, voir Erie.
Erie est un village situé au sud-ouest du comté de Whiteside, en bordure du Mississippi, dans l'Illinois, aux États-Unis,. Il est incorporé le 4 août 1876.

## Démographie
Lors du recensement de 2010, le village comptait une population de 1 602 habitants. Elle est estimée, en 2016, à 1 537 habitants.

### Source de la traduction
- (en) Cet article est partiellement ou en totalité issu de l’article de Wikipédia en anglais intitulé « Erie, Illinois » (voir la liste des auteurs).